# Oude Voorst
De Oude Voorst was een kasteel in het Nederlandse dorp Eefde, provincie Gelderland. Het bouwwerk lag tussen de kastelen De Voorst en ’t Velde.

## Geschiedenis
De oudste vermelding als leengoed dateert uit 1378, toen Gerard ter Voirst door hertog Willem II werd beleend met de Voorst. Zijn opvolger Evert liet het goed in 1422 na aan Gerrit ter Voirst, die het weer aan zijn minderjarige kinderen Evert en Ave naliet.
In 1561 overleed Evert ter Voirst en hij liet het huis na aan zijn dochter Aleid. Zij trouwde vier jaar later met Derck van Keppel, heer van Woolbeek. Hun zoon Oswald werd in 1609 beleend met het huis Voorst.
In 1692 kocht Arnold Joost van Keppel het nabijgelegen kasteel ’t Velde, gelegen aan de zuidzijde van de Berkel. Enkele jaren later liet hij op een locatie 200 meter ten noorden van het oude huis Voorst een nieuw kasteel bouwen. De naam van het huis Voorst ging over op dit nieuwe kasteel.
In 1740 werd het oude huis – nu genoemd de Oude Voorst - nog in een reisbeschrijving genoemd, maar de Hottingerkaart van 1733-1788 toont het kasteel niet meer.
In 1918 werden nog wel muurresten aangetroffen tijdens het rooien van bomen.

## Beschrijving
In 2003 wees archeologisch onderzoek uit dat er sprake was van een omgracht hoofdgebouw. Het zou gaan om een spiekerachtig bouwwerk van 6 bij 8 meter groot. Deze spieker zal bij een beek zijn gebouwd die aan de noordzijde stroomde, terwijl een gegraven omleiding aan de zuidzijde er voor zorgde dat het huis volledig door het water werd omgeven. Ten zuiden van het hoofdgebouw was een omgrachte voorhof aanwezig met mogelijk een boerderij en bijgebouwen. Het onderzoek wees uit dat het huis in de 15e eeuw moest zijn gebouwd. Uit vondsten van scherven blijkt overigens dat de locatie al eind 12e/begin 13e eeuw bewoond werd, hetgeen samenvalt met de oudste vermeldingen van het geslacht Ter Voirst.
Een tekening van Frans Berkhuys uit 1720 toont een woontoren van enkele verdiepingen. Het huis wordt hier als ‘Spijkker’ betiteld. Petrus Schenk tekende in 1700 het uitzicht vanaf het dak van het nieuwe kasteel Voorst, waarbij het dak van de Oude Voorst zichtbaar is, met een Gelderse gevel aan de ene zijde en een trapgevel aan de andere zijde. Ook dit wijst op een bouw in de 15e eeuw.